# 김동화 (만화가)
김동화(金童話, 1950년 11월 10일 ~ )는 한국의 만화가이다. 본명은 김종철이다. 
서울특별시에서 태어났으며 1969년 김기백, 권영섭 문하로 입문하여 만화가로 데뷔하였고 1975년 <나의 창공>으로 만화가 데뷔를 했는데 이 때부터 1차 필명인 김정의로 활동했으며   배우자는 만화가 한승원인데 한승원과 결혼하면서 한동안 만화계를 떠났다가 1979년 <우리들의 이야기>를 통해 현재 필명인 '김동화'로 만화가 재데뷔했다. 

## 주요작품
- 곤충소년(보물섬)
- 곤충대장(주간 아이큐 점프)
- 소년경찰대(만화왕국)
- 꼬리소녀 애니파(만화왕국)
- 무시무시한 세상 (만화왕국)
- 달려라 썬더보이(주간 아이큐 점프)
- 빨간 자전거 - (조선일보, 다음 만화속세상)
- 아카시아 - 구판
- 요정 핑크(보물섬)
- 일곱개의 빨간모자 (나나)
- 천년사랑 아카시아
- 황토빛 이야기
- 황진이
- 액션로드
- 붉은진주
- 춘화
- 사과꽃 - 네이버 웹툰 '한국만화거장전 : 만화보물섬'
- 어느 락가수의 이야기

## 문서링크
- 만화가 김동화 소개

1. ↑  한창완 (2019년 12월 19일). “[문화로 내일 만들기]모호한 정체성 풍기는 ‘필명’”. 경향신문. 2022년 10월 2일에 확인함.
2. ↑  이형근 (2009년 5월 1일). “[마니아 & 동호회] 디지털로 만화 그리는 김동화 작가”. 디지털타임스. 2022년 10월 2일에 확인함.